# 青森県出身の人物一覧
青森県出身の人物一覧（あおもりけんしゅっしんのじんぶついちらん）は、Wikipedia日本語版に記事が存在する青森県出身の人物の一覧表である。

## 公人

### 行政
- 柿崎恒美（国土交通省北海道局長、同北海道開発局長）[1]
- 京谷昭夫（第12代農林水産事務次官、第27代食糧庁長官、第32代水産庁長官）[2]
- 工藤陽代（警察官僚、岡山県警本部長）
- 須藤明夫（内閣官房内閣総務官室内閣総務官）：弘前市[3]
- 住澤整（第54代国税庁長官[4]、財務省主税局長）[5]
- 田中愛智朗（内閣府沖縄総合事務局長）
- 三國谷勝範（第6代金融庁長官）[6]

### 政治家

#### 現役の政治家
- 都道府県知事
  - 宮下宗一郎（第22代、前むつ市長、むつ市）
- 市町村長
  - 西秀記（青森市長）
  - 熊谷雄一（八戸市長）
  - 櫻田宏（弘前市長）
  - 小山田久（十和田市長）
  - 山本知也（むつ市長）
  - 佐々木孝昌（五所川原市長）
  - 小桧山吉紀（三沢市長）
  - 高樋憲（黒石市長）
  - 福島弘芳（つがる市長）
  - 長尾忠行（平川市長）
- 衆議院議員
  - 津島淳（自由民主党、青森1区選出、出生地はフランス・パリ）
  - 神田潤一[7]（自由民主党、青森2区選出、元日本銀行職員、八戸市）
  - 岡田華子（立憲民主党、青森3区選出、弁護士、弘前市）
  - 江渡聡徳（自由民主党、比例東北ブロック選出、元防衛大臣、十和田市）
  - 升田世喜男（立憲民主党、比例東北ブロック選出、元県議、中泊町）
  - 佐原若子（れいわ新選組、比例東北ブロック選出、歯科医師、五所川原市）
- 参議院議員
  - 佐々木さやか[8]（公明党、神奈川県選挙区選出、弁護士、八戸市、2025年改選）
  - 滝沢求（自由民主党、青森県選挙区選出、八戸市、2025年改選）
  - 田名部匡代（立憲民主党、青森県選挙区選出、元衆議院議員、八戸市、2028年改選）
- 都道府県議会議員
  - 斉藤里恵[9]（東京都議会議員、作家、筆談ホステス、青森市）
  - 鹿内博（青森県議会議員、元青森市長、青森市）
  - 北向由樹（青森県議会議員、元バスケットボール選手、おいらせ町）
- 市区町村議会議員
  - 藤川優里（八戸市議会議員、美人すぎる市議、八戸市）
  - 久保百恵（八戸市議会議員、八戸市）

#### 非現役・引退した政治家
- 赤石清美（自由民主党、元参議院議員、南部町）
- 今村修（社会民主党、元衆議院議員、青森市）
- 大島理森（自由民主党、前衆議院議員、第76・77代衆議院議長、第12代自由民主党副総裁、元文部大臣、元農林水産大臣、八戸市）
- 小野寺晃彦（元青森市長、元総務官僚、宮城県生まれ、青森県育ち）
- 木村次郎[10]（自由民主党、青森3区選出、藤崎町）
- 小林眞（前八戸市長、元総務官僚）
- 佐々木誠造（元青森市長、五所川原市）
- 渋谷修（民主党、元衆議院議員、五所川原市）
- 下田敦子（民主党、元参議院議員、弘前市）
- 高橋千鶴子（日本共産党、比例東北ブロック選出、元青森県議会議員、出身地は秋田県）
- 田名部匡省（民主党、元参議院議員、元農林水産大臣、八戸市）
- 津島雄二（自由民主党、元衆議院議員、元平成研究会会長、元厚生大臣、青森1区）
- 津島恭一（民主党、元衆議院議員、五所川原市）
- 仲野博子（民主党、元衆議院議員、横浜町）
- 中野渡詔子（元衆議院議員、十和田市）
- 中村寿文（前八戸市長、八戸市）
- 平山幸司（元参議院議員、五所川原市）
- 三上隆雄（元参議院議員、弘前市〈旧相馬村〉）
- 三村申吾[11]（前青森県知事、元百石町長、おいらせ町）
- 横山北斗（元衆議院議員、出身地は東京都）

#### 歴史上の政治家
- 珍田捨巳（外交官、侍従長、枢密顧問官、外務次官、弘前市）
- 淡谷悠蔵（元衆議院議員、淡谷のり子の叔父）
- 竹内黎一（元科学技術庁長官、元衆議院議員）
- 関晴正（元衆議院議員、五所川原市）
- 小笠原八十美（元衆議院議員、十和田市）
- 木村太郎（自由民主党、元衆議院議員、藤崎町）
- 工藤忠（満州国 侍衛長、陸軍中将、板柳町）
- 工藤鉄男（元行政管理庁長官、元衆議院議員、ジャーナリスト、青森市）
- 笹森順造（元国務大臣、弘前市〈旧若党町〉）
- 木村守男（元青森県知事、元衆議院議員、藤崎町
- 北村正哉（元青森県知事、三沢市〈旧三沢村→大三沢町〉）
- 竹内俊吉（元青森県知事、つがる市〈旧出精村→木造町〉）
- 山崎岩男（元青森県知事、元衆議院議員、マラソン選手、出生地は北海道）
- 山崎竜男（元環境庁長官、元参議院議員、青森県選挙区選出、出生地は東京都）
- 山崎力（自由民主党、元参議院議員、青森市）
- 田沢吉郎（元農林水産大臣、元防衛庁長官、田舎館村）
- 松尾官平（元参議院副議長、三戸町）
- 津川武一（元衆議院議員、東北初の共産党代議士）
- 津島文治（元青森県知事、太宰治の兄、五所川原市〈旧金木村→金木町〉）
- 苫米地義三（元国務大臣、十和田市）
- 中川原貞機（元衆議院議員、五戸町）
- 三浦一雄（元農林大臣、五戸町）
- 三和精一（元衆議院議員、五所川原市）
- 山内弘（元衆議院議員、弘前市〈旧相馬村〉）
- 菊池九郎（東奥の西郷）
- 佐藤尚武（外交官）
- 工藤卓爾（青森市初代市長）
- 田中敏文（元北海道知事）
- 田中一（元参議院議員、キリスト教社会主義者）
- 名尾良孝（元参議院議員、弁護士）
- 奈須川光宝（旧八戸町町長）

### 政治運動家
- 相沢良（女性平和運動家、共産党活動家、青森市〈旧野沢村→浪岡町〉）
- 羽柴誠三秀吉（実業家、大規模・注目選挙によく出馬した泡沫候補、五所川原市）
- 袴田里見（社会運動家、元日本共産党幹部、おいらせ町〈旧下田村→下田町〉）
- 山名義鶴（社会運動家、男爵、貴族院議員）

### 軍人
- 一戸兵衛（陸軍大将、学習院院長、明治神宮宮司、弘前市）
- 中村良三（海軍大将、政治家、内閣参議、弘前市）
- 松山祐三（陸軍中将）
- 杉本孝幸（海将）
- 井上力（海将）
- 佐藤誠（海将）
- 泉一成（陸将）

## 篤志家・地域開発者
- 蛇口伴蔵（私財を投じて八戸の水利開発を実施した八戸藩士）
- 神田重雄（2代目八戸市長、八戸港建設）
- 向谷地生良（北海道医療大学名誉教授、当事者研究を創案、十和田市、社会福祉に貢献）

## 産業人
- 長谷川藤次郎（1855年 - 1933年、明治に八戸に近代漁法を導入）
- 藤田謙一（1873年 - 1946年、初代日本商工会議所会頭、弘前市）
- 唐牛敏世（1879年 - 1979年、みちのく銀行初代頭取、黒石市）
- 前多俊宏（1965年 -、エムティーアイ創業者・社長、青森市）
- 木村秋則（世界で初めて無農薬・無施肥のりんごの栽培に成功）
- 津軽薫（士族、果樹の栽培、弘前市）
- 三上拓也（企業家、青森市）

## 文化人

### 画家
- 小館善四郎（洋画家、青森市）
- 奈良岡正夫（洋画家、弘前市）
- 佐野ぬい（青を基調、弘前市）
- 工藤甲人（日本画、弘前市）

### 版画家
- 棟方志功（板画家、青森市）
- 今純三（銅版画家、弘前市）

### 陶芸家
- 鳴海要（りんご釉）

### 人形作家
- 渡辺うめ（青森市）

### 現代美術
- 成田亨（ウルトラマン生みの親）
- 奈良美智（現代美術アーティスト、弘前市）

### 建築家
- 堀江佐吉（明治時代の大工棟梁、弘前中心に洋風建築を残す、弘前市〈旧覚仙町〉）
- 今和次郎（1888年 - 1973年、「考現学」の提唱者、弘前市）
- 田辺芳生（1958年 - 、プライム建築都市研究所代表）

### 写真家
- 沢田教一（青森市）
- 小島一郎（青森市）
- 岩木登（十和田市）

### 書家
- 手間本北栄（東通村）

### 俳人・詩人・歌人
- 建部綾足（1719年 - 1775年、江戸時代の文人、弘前市）
- 秋田雨雀（1883年 - 1962年、詩人、コミュニスト、黒石市）
- 岩谷山梔子（1883年 - 1944年、俳人、青森市）
- 小井川潤次郎（1888年 - 1974年、俳人［野沢葛堂、恋川瓢子］、歌人［恋川なぎさ］、八戸市）
- 一戸謙三（1889年 - 1979年、詩人、弘前市）
- 福士幸次郎（1889年 - 1946年、口語自由律詩。詩人、俳人。方言詩や郷土論。弘前市）
- 横山武夫（1901年 - 1989年、歌人、作詞家、元県副知事。青森市）
- 高木恭造（1903年 - 1987年、津軽方言詩人、青森市）
- 菊岡久利（詩人、弘前市）
- 成田千空（青森市）
- 梅内美華子（八戸市）

### 作家
- 赤羽尭（弘前市）
- 宇佐美游
- 今官一（1909年 - 1983年）（直木賞作家『壁の花』、弘前市）
- 葛西善蔵（弘前市）
- 葛西伸哉（ライトノベル作家、つがる市）
- 黒木あるじ（弘前市）
- 佐藤紅緑（1845年 - 1915年）（俳人、作詞家、詩人）
- 石坂洋次郎（1900年 - 1986年） （菊池寛賞。弘前市）
- 太宰治（1909年 - 1948年） （五所川原市〈旧金木村→金木町〉）
- 高木彬光（推理小説家、名探偵* 神津恭介シリーズ、青森市）
- 桜こう（ライトノベル作家）
- 薄田斬雲（1877年 - 1956年）（小説家、ジャーナリスト、弘前市）
- 早見裕司
- 北畠八穂（青森市）
- 三浦哲郎（芥川賞作家「忍ぶ川」、八戸市）
- 寺山修司（詩人、歌人、映画監督、劇作家、競馬評論家、三沢市）
- 長部日出雄（直木賞作家「津軽世去れ節」「津軽じょんから節」、弘前市）
- 葉治英哉（八戸市）
- 室井佑月（タレント、八戸市）

- 川上健一（小説家、『雨鱒の川』、十和田市）
- 西崎憲（作家、翻訳家、つがる市）
- 佐々木俊介（推理作家、『繭の夏』『模像殺人事件』、青森市）
- 柳田泉（中津軽郡豊田村〈現：弘前市〉）
- 長谷川昌史（ライトノベル作家、青森市）
- 阿部達二（元文藝春秋編集長、青森市）
- 小野寺公二（歴史小説）
- 木村友祐（八戸市）
- 堀川アサコ（『たましくる-イタコ千歳のあやかし事件帖-』、青森市）
- 佐々木中（作家、思想家、青森市）
- 澤田サンダー（弘前市）
- 沢田としき（絵本作家、イラストレーター）
- 高山聖史
- やのゆい
- 原子昭三（元中学校教諭、元弘前市議、弘前市）
- 山内美樹子
- 吉原忠男（推理作家、医学博士、埼玉県医師会長、三戸町）
- 獏不次男（小説家、詩人、弘前市）

### エッセイスト・コラムニスト
- 根深誠（エッセイスト、登山家、白神山地の世界遺産登録の功労者、弘前市））
- ナンシー関（コラムニスト、消しゴム版画家、青森市）
- 山田スイッチ（「しあわせスイッチ」で第1回ぴあコラム大賞受賞、平川市在住）

### 児童文学
- 北畠八穂（童話、随筆、小説、青森市）
- 鈴木喜代春（田舎館村）
- 白木茂（翻訳家、三戸郡向村〈現：南部町〉）

### 編集者
- 加藤謙一（1896年 - 1975年、弘前市）
- 川合勇太郎（東京有名百味会『百味』編集長など、青森市）
- 三上丈晴（学研『ムー』編集長、弘前市）
- 五十嵐浩司（アニメーション研究家、青森市）

### 翻訳家
- 佐藤亮一
- 野崎孝：弘前市
- 工藤昭雄：板柳町

### 評論家
- 亜島圭二（音楽評論家（演歌・歌謡曲）、作曲家・佐伯としをに師事、弘前市）
- 板垣直子（文芸評論、女性評論家のさきがけ、日本近代文学研究家、北津軽郡栄村湊〈現：五所川原市〉）
- 三浦雅士（文芸評論、舞踊評論、弘前市）
- 潮匡人（軍事評論、軍事ジャーナリスト、元航空自衛隊三等空佐、帝京大学短期大学准教授、八戸市）
- 内田俊宏（エコノミスト、コメンテーター、三菱UFJリサーチ&コンサルティング所属、八戸市）
- 宇野常寛（八戸市）
- 暮沢剛巳（美術評論、東京工科大学准教授）

### 思想家
- 淡谷悠蔵（文人政治家、淡谷のり子の叔父、文学関係の膨大な著作、青森市）
- 竹内俊吉（文人、元青森県知事、つがる市）

### 教育家
- 本多庸一（キリスト教指導者、日本メソヂスト教会初代監督、青森県会議長、弘前市）
- 阿部義宗（牧師、教育者、青山学院大学第6代院長、弘前市）
- 柴田やす（柴田学園創立者、東北女子短期大学初代学長、旧青森町）
- 羽場みきえ（学校法人舘田学園創立者）
- 武藤健（日本キリスト教文化協会理事長、弘前市）
- 柳谷素霊（鍼灸師、東洋鍼灸専門学校創設）

### 料理研究家
- 鈴木登紀子（八戸市）
- 阿部なを（青森市）

### 探検家
- 笹森儀助（明治期に琉球地方の調査、弘前市〈旧在府町〉）

### 将棋棋士
- 池田修一（八戸市）
- 先崎学
- 行方尚史（弘前市）
- 阿部光瑠（弘前市）
- 平野信助
- 福井資明（弘前市）

### 囲碁棋士
- 工藤紀夫（弘前市）

### 雀士
- 佐藤あいり
- 菊池慧

### 人文・社会系
- 今和次郎（考現学提唱、弘前市）
- 柳田泉（明治文学・文化研究の先駆者）
- 松下正寿（国際政治学者、元立大総長、元参議院議員）
- 能登路雅子（アメリカ地域研究、東大教養学部教授、弘前市）
- 蛇口浩敬（比較文化論・国際金融論、八戸大学前学長、八戸市）
- 福田弥夫（民事法学、日本大学法学部教授、八戸市）
- 山脇直司（公共哲学、東京大学名誉教授、八戸市）
- 小林保治（国文学、元早稲田大学教授、青森市）
- 青山昌文（美学、芸術学、自然哲学、放送大学教養学部教授）
- 上杉修（郷土史、八戸市）
- 蝦名賢造（財政学、伝記作家。獨協大学名誉教授。元学校法人巣鴨学園理事）
- 柏崎順子（国文学、一橋大学教授、おいらせ町）
- 川合勇太郎（民俗学、民話・口承文芸研究、青森市）
- 菊池理夫（政治学、南山大学法律学科教授、弘前市）
- 木村洋二（社会学、関西大学教授、八戸市）
- 工藤昭雄（英文学、東京都立大学 (1949-2011)名誉教授、板柳町）
- 工藤正廣（ロシア文学、詩人、北海道大学名誉教授、黒石市）
- 小井川潤次郎（民俗学、郷土史、八戸市）
- 坂本慶一（農業経済学、フランスの初期社会主義研究、京都大学名誉教授）
- 金富子（歴史学、東京外国語大学教授）

- 高村弘毅（地理学、立正大学元学長、同大学地球環境科学部教授）
- 田中忠三郎（民俗学、民俗民具研究家、著述家）
- 千葉卓（法学、北海学園大学教授）
- 土岐哲（言語学、京都外国語大学教授、大阪大学大学院名誉教授、深浦町）
- 柴田治三郎（ドイツ文学、東北大学名誉教授、青森市）
- 正部家種康（郷土史、元八戸市博物館館長、八戸市）
- 鈴木日出男（国文学、東京大学名誉教授、青森市）
- 田中修（経済学、元北海学園大学学長、倉石村）
- 直江広治（民俗学、筑波大学名誉教授）
- 野田健次郎（郷土史、三八城神社宮司）
- 藤田真文（マス・コミュニケーション論、法政大学教授）
- 藤本一美（政治学、専修大学教授）
- 松下和則（フランス文学、東京大学名誉教授、弘前市）
- 三浦忠司（郷土史、安藤昌益資料館館長、五戸町）
- 水岡不二雄（経済地理学、一橋大学大学院教授）
- 盛誠吾（法学、一橋大学副学長）
- 山影進（国際関係学、東京大学大学院総合文化研究科科長）
- 山谷清志（政治学、同志社大学教授、青森市）

#### 理工系
- 天坂格郎（生産工学者、青山学院大学名誉教授、青森市）
- 一戸直蔵（天文学者、日本の天文学の先駆者、旧越水村）
- 岩崎信（教育工学他、東北大学大学院教授、十和田市）
- 北山兼弘 （生態学者、京都大学名誉教授、八戸市）
- 木村秀政（航空学者、YS-11型機の開発者、日本大学名誉教授、五戸町名誉町民）
- 畑井新喜司（東北大学生物学教室）
- 郡場寛（植物学、旧青森村）
- 川口淳一郎（宇宙工学者、工学博士、小惑星探査機「はやぶさ」プロジェクトマネージャー、弘前市名誉市民）
- 菊池秋雄（園芸学者、京都大学名誉教授）
- 菊池誠（物理学者、大阪大学教授、弘前市）
- 木村健二郎（分析化学者、東京大学教授、弘前市）
- 田中隆治（バイオ技術者、星薬科大学学長）
- 戸部博（植物学者、京都大学名誉教授、京都府立植物園園長、元日本植物学会会長）
- 苫米地司（雪氷学者、北海道工業大学第9代学長）
- 西村三郎（生物地理学、海洋生物学、京都大学名誉教授、弘前市）

#### 医学・薬学系
- 石館守三（薬学者、日本の薬学界のパイオニア、青森市）
- 今裕（1878年 - 1954年、病理学、県立中央病院初代院長）
- 小林司（1929年 - 2010年、精神科医、作家、翻訳家、弘前市）
- 高杉年雄（1904年 - 1984年、医学博士、学校経営者、弘前市）
- 増田勇（医学、ハンセン病先覚者）
- 今充（1932）日本の医学者。医学博士。弘前大学名誉教授

### 舞踊家
- 江口隆哉（モダンダンスの草分け、野辺地町）
- 二ツ森亨（二ツ森亨・由美）

### 演劇
- 菊谷栄（エノケン全盛期の舞台装置を手がける、旧油川村）
- 木野花（横浜町）
- 中屋敷法仁（劇作家・演出家、十和田市）

### 映画監督
- 川島雄三（むつ市）
- 五十嵐匠
- 倉内均（旧浪岡町）
- 下山天（映像作家、映画・ドラマ監督）
- 田沢幸治
- 横浜聡子（青森市）
- 木村文洋（弘前市）
- 佐藤真（ドキュメンタリー映画監督、弘前市
- 中村公彦（脚本家、俳優）
- 山谷亨（青森市）（映画監督・演出家）

#### 映画脚本
- 北村小松（日本初の映画脚本家）
- 小国英雄（映画脚本家、八戸市）

### テレビドラマ監督
- 小中肇（監督・演出）

#### テレビドラマ脚本
- 山田隆之

### 作詞家・作曲家
- 下山一二三（弘前市）
- 菊池俊輔（弘前市）
- 鈴木キサブロー（弘前市）
- 佐々木朋子（五戸町）
- 間宮芳生（作曲家）
- 三浦徳子（作詞家、弘前市）
- 亜蘭知子（作詞家、弘前市）
- 伊藤ゴロー（作曲家、編曲家、音楽プロデューサー、青森市）
- 上原げんと（作曲家、木造町）
- 上原賢六（作曲家、木造町）
- 川崎祥悦（作曲家）
- 北城浩志（シンセサイザープログラマー、八戸市）
- 木村繁（作曲家、弘前市）
- 桜田誠一（作曲家、日本レコード大賞制定委員会委員、平川市）
- 楠美恩三郎（作曲家、弘前市）
- 榊みちこ（作詞家、元アイドル歌手、青森市）
- 佐々木信綱（作曲家、八戸市）
- 佐藤生朗（作曲家、ミュージシャン、弘前市）
- 馬場葉子（作詞家、作曲家、編曲家、八戸市）
- 田頭勉（作曲家、八戸市）
- 滝田常晴（作詞家、五戸町）
- 戸田顕（作曲家）
- 外崎幹二（作曲家）
- 城岡れい（作詞家、つがる市）
- 服部逸郎（作曲家）
- 陸奥明（作曲家、旧三本木村）
- 山田栄一（作曲家、黒石市）
- 渡邊浦人（作曲家）

### 音楽・アーティスト
- ケイ赤城（ピアニスト、弘前市）
- 原信子（オペラ歌手、八戸市）
- 秋田ひろむ（アーティスト）
- 内澤崇仁（アーティスト、八戸市）
- 高橋竹山（津軽三味線奏者平内町）
- 小山貢翁（弘前市）
- 小山貢（南津軽郡）
- 山上進（青森市）
- 山田千里（鰺ヶ沢町
- 馬場葉子（ピアニスト、八戸市）

### 漫画家
- 朝比奈ゆうや
- あしべゆうほ
- あゆかわ華
- 石垣環
- 石塚千尋（『ふらいんぐうぃっち』）
- 及川由美
- 川三番地（『風光る』・『Dreams』・『天のプラタナス』）
- 加藤山羊
- 久米田夏緒
- くりた陸
- 小山愛子（『アイアンフェザー』・『ちろり』・『舞妓さんちのまかないさん』）
- 坂本太郎
- 流石景（『GE〜グッドエンディング〜』・『ドメスティックな彼女』）
- 沢田ひろふみ（『山賊王』・『遮那王義経』）
- 杉山志保子
- 鈴木志保
- 鈴城芹
- 李KPA
- 武井宏之（『シャーマンキング』）
- 竹下堅次郎
- 筒井旭
- 都築真紀（『魔法少女リリカルなのはシリーズ』原作）

- 戸舘新吾
- とみさわ千夏
- 成田美名子
- 成田マキホ
- 灰司
- 花沢健吾（『アイアムアヒーロー』）
- はるえるぽん
- 馬場のぼる（『11ぴきのねこ』）
- ひたか良
- ひめはち
- ふさ十次
- 藤井みつる
- 藤崎竜（『封神演義』）
- ほんまかずひろ
- 町野変丸
- むつ利之（『名門!第三野球部』）
- 毛内浩靖
- YASCORN
- 谷地恵美子
- 吉野志穂
- 羅川真里茂（『赤ちゃんと僕』）
- 新挑限

### イラストレーター
- 天宮ぽらん（ドレン・チェリー）
- 岩淵慶造
- 榊MAKI
- 酉澤安施
- 萌木原ふみたけ
- 森本千絵（三沢市）

### アニメーション制作関係者
- 坂田純一（監督・演出家、十和田市）
- 菊地康仁（監督・演出家）
- きむらひでふみ
- 田頭しのぶ（アニメーター・作画監督・キャラクターデザイナー）
- 夏目真悟（アニメーター）
- 早川啓二（監督・演出家、むつ市）
- 古里尚丈（プロデューサー）
- 堀内博之（アニメーター・キャラクターデザイナー）
- 高橋義昌（アニメ脚本家・シリーズ構成）

### ゲームクリエイター
- 杉浦一徳（『モンスターハンター フロンティア オンライン』）
- 小林孝志

## 芸能人

### アイドル
- 麻倉ひな子（青森市）
- 菊地陽子（八戸市）
- 佐藤ゆりな
- 崎乃奏音（ヴォーカルユニットCYNHN）
- 松山まみ（板柳町）
- 北條まみ
- 伊藤桃（ドミノモード）
- 西村いちか
- かいしのぶ（三沢市）
テイジンキャンペーンガール'93
- 高砂翠（グラビアアイドル）
- 仲村みう（生まれは青森県内）
- 倉岡生夏（七戸町）
- 水谷彩也加
- 水谷瑠奈
- 新谷姫加（三沢市）

#### アイドルグループ
- Doll☆Elements
  - 外崎梨香
- 仮面女子
  - 新矢皐月 - 卒業メンバー
- りんご娘（弘前市）
  - 王林
- 中野風女シスターズ（風男塾）
  - 結木さくら（桜司爽太郎） - 卒業メンバー
- NGT48
  - 山口真帆 - 卒業メンバー

### タレント
青森市
- 春日井静奈
- 新山千春[12]
- 古坂大魔王
- しほり（成田志織）
- ばーん
  - 高坂友衣
  - 高田千尋
- 三平×2 - （ペイパービュウ）

八戸市
- 田中義剛
- 十日市秀悦
- あどばるーん
  - 新山大
  - 小野ますのぶ

弘前市
- 鉄板■魔太郎
- じろう - （シソンヌ）

五所川原市
- 三上大和

平内町
- 大水洋介 - （ラバーガール）

鶴田町
- 元祖ムキムキマン

その他
- 細川ふみえ - （出生地:むつ市）
- 小谷有里
- タマ伸也 - （ポカスカジャン）
- 山内崇 - （360°モンキーズ）
- 永井麻央
- 橋本麗奈
- 池尻愛吏 - （出生地:野辺地町）
- りんごちゃん
- 出町杏奈
- 斗澤やすあき(出身:十和田市)

### 俳優
青森市
- 相馬有紀実
- 田崎潤
- 中橋耕平
- 中村絢香
- 新高恵子
- 宮本大誠
- 柳谷寛
- 凜華せら

弘前市
- 椛島光
- 新井浩文
- 伊藤高史
- 神敏将
- 鈴木正幸
- 長内美那子
- 三津谷亮

八戸市
- 市川笑也 (2代目)
- 山口真帆[13]（元NGT48）

三沢市
- 今井陽子
- 和興
- 安川結花

つがる市
- 松本莉緒

むつ市
- 松山ケンイチ

その他
- 成瀬労 - （旧小泊村）
- 八戸亮 - （蓬田村）
- 吹越満 - （東北町）
- 舞小雪 - （東津軽郡）
- Win - （階上町）
- 蛯沢康仁
- 奥平光紀
- 加藤学
- 楠美聖寿
- 坂本三成
- 下村尊則
- 白井夏
- 鈴木利典
- 高柳葉子
- 田畑元
- 津島康一 - （太宰治の甥）
- 中園友乃
- 中帆登美
- 中村ひとみ
- 中山京
- 松浦唯
- 水木竜司
- 水谷ケイ
- 村上久勝
- 鹿内大嗣

### 歌手
青森市
- 淡谷のり子
- 麻生しおり
- 鳴海真希子
- 佐々木新一

弘前市
- 鳴海信輔
- 奈良光枝
- 野村雪子
- 井沢八郎
- 西尾夕紀
- 吉岡忍
- 小谷じゅん

八戸市
- 三条町子
- フルカワミキ

十和田市
- 加賀ひとみ
- 菅原都々子
- 中村弘二

その他
- 杏真理子 - （三沢市）
- 佐々木真央 - （田舎館村）
- 福士りつ - （鰺ヶ沢町）
- 吉幾三 - （五所川原市）
- 林あさ美 - （六ヶ所村）
- 岸千恵子 - （平川市）
- 花咲ゆき美 - （野辺地町）
- 新田八郎
- 羽衣歌子
- 波岡惣一郎
- 川村ゆうこ
- 木立じゅん
- くどうこずえ
- 中里あき子

### ミュージシャン
- 泉谷しげる - （青森市）
- ichiro- （平川市 / 旧尾上町）
- 松野こうき - （青森市）
- SING LIKE TALKING
  - 佐藤竹善 - （青森市）
  - 藤田千章 - （旧:浪岡町）
  - 西村智彦 - （青森市）
- 人間椅子
  - 和嶋慎治 - （弘前市）
  - 鈴木研一 - （弘前市）
- JIGGER'S SON
  - 坂本サトル - （南部町）
  - 坂本昌人 - （南部町）
- amazarashi
  - 秋田ひろむ - （横浜町）
- Local Sound Style - （活動休止中）
- THE STARBEMS
  - 後藤裕亮
- 三代目J Soul Brothers
  - ELLY - （三沢市）
- ゴスペラーズ
  - 北山陽一 - （八戸市）
- GLAY
  - HISASHI - （弘前市生まれ）
- 空気公団
  - 山崎ゆかり - （青森市）
- PENICILLIN
  - HAKUEI - （弘前市育ち ※宮崎県生まれ）
- Syrup16g
  - 中畑大樹 - （弘前市）
- TIMESLIP - ex.TIMESLIP-RENDEZVOUS
  - 近藤金吾 - （深浦町）
  - 近藤泰次 - （深浦町）
- SALON MUSIC
  - 竹中仁見 - （八戸市）
- Mary's Blood
  - RIO - （弘前市育ち ※北海道生まれ）
- 板橋かずゆき - （むつ市）
- ビートまりお - （弘前市）
- 齋藤Roki - （弘前市）

### 声優
- 藍原ことみ[14]
- 青森伸[15]
- 二又一成：三沢市[16]
- 明石香織
- 小形満
- 織田圭祐：弘前市
- 勝生真沙子：八戸市
- 木戸衣吹：青森市
- 木村雅史
- 慶長佑香
- 児玉さとみ
- 斉藤庄子
- 高岡瓶々
- 千葉紗子：八戸市
- 洞内愛
- 福士秀樹：弘前市
- 山田茉莉
- 藤森ゆき奈
- 山本希望：三沢市
- 三上枝織[17]：中泊町
- 横島亘
- 浅倉歩
- 逢坂力：十和田市
- 小笠原早紀
- 荻沢俊彦
- 鴨ノ宮ゆう
- 草野とおる：深浦町
- 工藤恭造
- ゴブリン：八戸市
- 紺野相龍
- 斉藤千恵子
- 塩谷綾子
- 高橋英則
- 白兎夕季
- 長浜満里子
- 延近由美
- 八戸優：青森市
- 棟方真梨子：弘前市
- 今谷皆美
- 田村睦心（本籍は東京都）
- 今井文也：弘前市
- 櫻庭有紗

### モデル
- YUUKI（弘前市）
- 一戸愛子（弘前市）
- 久米田美穂（青森市）
- 吹田祐実
- 浅木一華（五所川原市）
- 近田祐理子
- 大場純子（弘前市）
- 渡辺枝里子
- 奥山かずさ
- 黒坂莉那

### AV女優
- 原田楊子
- 梁川りお
- 立野しのぶ（三沢市）
- 松本コンチータ（八戸市）
- 桜沢菜々子（八戸市）
- 藤森かおり
- 日高マリア
- ひなた里桜
- 辻さき
- Eco
- 一ノ瀬さくら
- 大沢美加
- 花狩まい
- ほしのみゆ
- 立花未沙（旧中里町）
- 水希杏
- 速水百花
- 白坂みあん
- 春日えな

### 落語家
- 2代目柳家蝠丸（むつ市）
- 三遊亭神楽（青森市）
- 桂歌若（弘前市）
- 桂小文治（八戸市）
- 柳家小三太（弘前市）

### ローカルタレント
- 相川麗奈（六ヶ所村）
- 青山良平（つがる市）
- 伊奈かっぺい（弘前市）
- 内山千早（うっちゃん、青森市）
- 江利塚たまみ（十和田市）
- オスカル（弘前市）
- けんずろう（青森市）
- 黒石八郎（黒石市）
- 瀬川さとし（七戸町）
- 成田洋明（青森市）
- 野坂真理（青森市）
- 百香（八戸市）
- 横山ひでき（中泊町）

## スポーツ選手

### 大相撲
- 鏡里喜代治（第42代横綱、三戸町）
- 初代若乃花幹士（元日本相撲協会理事長、第45代横綱、弘前市）
- 栃ノ海晃嘉（第49代横綱、田舎館村）
- 2代目若乃花幹士（第56代横綱、大鰐町）
- 隆の里俊英（第59代横綱、青森市旧浪岡町）
- 旭富士正也（第63代横綱、現：宮城野親方、つがる市旧木造町）
- 柏戸利助（江戸時代の大関、五所川原市）
- 一ノ矢藤太郎（元大関、田舎館村）
- 鏡岩善四郎（元大関、十和田市）
- 大ノ里萬助（元大関、藤崎町）
- 清水川元吉（元大関、五所川原市）
- 貴ノ花利彰（元大関、弘前市）
- 貴ノ浪貞博（元大関、三沢市）
- 綾川五郎次（元関脇、黒石市）
- 綾櫻由太郎（元関脇、西津軽郡）
- 青ノ里盛（元関脇、五戸町旧倉石村）
- 陸奥嵐幸雄（元関脇、東北町）
- 出羽の花義貴（元関脇、中泊町旧中里町）
- 魁輝薫秀（元関脇、七戸町旧天間林村）
- 追風海直飛人（元関脇、板柳町）
- 若の里忍（元関脇、現：西岩親方、弘前市）
- 安美錦竜児（元関脇、現：安治川親方、深浦町）
- 櫻錦利一（元小結、板柳町）
- 櫻錦守弘（元小結、板柳町）
- 二子岳武（元小結、金木町）
- 若獅子茂憲（元小結、東北町旧上北町）
- 舞の海秀平（元小結、タレント、鰺ヶ沢町）
- 浪乃花教天（元小結、青森市旧浪岡町）
- 岩木山竜太（元小結、現：関ノ戸親方、弘前市旧岩木町）
- 海鵬涼至（元小結、深浦町）
- 高見盛精彦（元小結、現：東関親方、板柳町）
- 阿武咲奎也（元小結、中泊町）
- 三杉磯拓也（元前頭2枚目、現：峰崎親方、八戸市）
- 武州山隆士（元前頭3枚目、現：待乳山親方、青森市旧浪岡町）
- 綾若真生（元前頭5枚目、黒石市）
- 十文字友和（元前頭6枚目、階上町）
- 誉富士歓之（元前頭6枚目、現：楯山親方、鰺ヶ沢町）
- 栃勇義治（元前頭7枚目、田舎館村）
- 将司昂親（元前頭8枚目、深浦町）
- 安壮富士清也（元前頭13枚目、深浦町）
- 寶智山幸観（元前頭14枚目、現：立田川親方、弘前市）
- 舞風昌宏（元十両10枚目、十和田市）
- 一の谷崇帥（元十両12枚目、大鰐町）
- 大成道喜悌（元十両12枚目、八戸市）
- 宝富士大輔（現役、関脇、中泊町）
- 錦富士隆聖（現役、前頭3枚目、十和田市）
- 尊富士弥輝也（現役、前頭4枚目、五所川原市旧金木町）
- 時天嵐信男（現役、幕下27枚目、鰺ヶ沢町）

### レスリング
- 伊調千春（アテネオリンピック銀メダリスト、八戸市）
- 伊調馨（アテネオリンピック・北京オリンピック・ロンドンオリンピック・リオデジャネイロオリンピック金メダリスト、八戸市）
- 小原日登美（ロンドンオリンピック金メダリスト、八戸市）
- 坂本真喜子（2005年ワールドカップ優勝、八戸市）
- 坂本襟（ジャパンクイーンズカップ2006優勝、八戸市）
- 赤石光生（ロサンゼルスオリンピック銀メダリスト、弘前市）
- 宮崎未樹子（1996年女子世界選手権金メダリスト）
- 吉田栄勝（1973年全日本レスリング選手権男子フリースタイル57kg優勝、吉田沙保里の父、八戸市）
- 太田忍（リオデジャネイロオリンピック銀メダリスト、五戸町）

### サッカー
- 熊谷浩二（鹿島アントラーズコーチ、十和田市）
- 藤原優大 (浦和レッドダイヤモンズ、弘前市)
- 飯倉大樹（ヴィッセル神戸、青森市）
- 手倉森誠（V・ファーレン長崎監督、サッカーU-23日本代表監督、五戸町）
- 手倉森浩（元モンテディオ山形コーチ、五戸町）
- 下平隆宏（横浜FC監督、元日本代表、五戸町）
- 佐藤昌吉（元大宮アルディージャ）
- 古川毅（横浜FCコーチ、五戸町）
- 原崎政人（V・ファーレン長崎ヘッドコーチ、藤崎町）
- 田端秀規（元ジュビロ磐田、現ソニー仙台FC監督、十和田市）
- 小原由梨愛（アルビレックス新潟レディース、十和田市）
- 小林悠（川崎フロンターレ）
- 柴崎岳（鹿島アントラーズ、野辺地町）
- 櫛引政敏（モンテディオ山形、青森市）
- 高橋勇菊（元東京ヴェルディ、現カターレ富山U15監督、五戸町）
- 石ヶ森荘真（ヴァンラーレ八戸U-18、八戸市）
- 中村有（大分トリニータヘッドコーチ）
- 武藤覚（アビスパ福岡アシスタントコーチ）

### バレーボール
- 三橋栄三郎（弘前工業高校、五所川原市）

### バスケットボール
- 津屋一球（三遠ネオフェニックス、弘前市）
- 北向由樹（青森ワッツ、おいらせ町）
- 熊谷渡（富山グラウジーズ）
- 棟方公寿（青森ワッツヘッドコーチ）
- 内海知秀（アテネオリンピック日本女子代表ヘッドコーチ、前JXヘッドコーチ）
- 春日流い（元JALラビッツ）
- 木村洋人（イカイレッドチンプス）
- 桜庭珠美（元ジャパンエナジー、元トヨタ自動車）
- 諏訪真希子（元日立ハイテク クーガーズ、藤崎町）
- 田名部淳一（元新潟アルビレックスBB）
- 中村優花（JX-ENEOSサンフラワーズ）
- 長谷川聖（大塚商会アルファーズ）
- 湊谷安玲久司朱（三菱電機ダイヤモンドドルフィンズ名古屋）
- 野上淳史（福島ファイヤーボンズ、八戸市）
- 村上大（元秋田ノーザンハピネッツ）
- 下山大地（青森ワッツ、五所川原市）
- 東英樹（bjリーグ、青森市）

### ボクシング
- レパード玉熊（県民初の元WBA世界フライ級王者、青森県市民栄誉賞受賞、青森市）
- 田辺清（ローマオリンピック銅メダリスト、プロボクシング元日本フライ級王者、青森市）
- 畑山隆則（元WBA世界スーパーフェザー級・ライト級王者、青森市）
- 佐川遼（日本フェザー級ランカー、青森市）
- 尾崎富士雄（元日本ライト級・ウェルター級、OPBF東洋太平洋ウェルター級王者、八戸市）
- 木村登勇（元日本ライト級・スーパーライト級王者、三沢市）
- 高橋美徳（元OBF東洋ウェルター級王者、現国際ボクシングスポーツジム会長、黒石市）
- 菊地万蔵（元日本フェザー級王者、つがる市）
- 上山仁（元日本スーパーウェルター級王座、川内町）
- 三浦数馬（元日本スーパーバンタム級王座、弘前市）
- 熊谷二郎（日本ボクシング草創期の強豪、西目屋村）
- ジャッカル丸山（元日本ジュニアバンタム級王者、東津軽郡）
- クラッシャー三浦（元日本バンタム級王者、ドリームボクシングジム初代会長、大鰐町）
- ユータ松尾（日本スーパーフライ級ランカー）

### プロレスラー
- 船木誠勝（弘前市）
- 柳澤龍志（青森市）
- ケンドー・カシン:（旧常盤村：藤崎町）
- gosaku:五所川原吾作（黒石市）
- 政宗（仙台市生まれ八戸市育ち）
- 大柳錦也（青森市）※引退
- 起田高志（十和田市）※引退
- 飯田美花（平内町）※引退
- 安川惡斗:ワイルドバニー（三沢市）※引退
- 菊田一美（平内町）
- 成田蓮（青森市）
- ひめか(三沢市)※引退

### 格闘技
- 浜中和宏（レスリング→総合格闘技）
- 小比類巻貴之（キックボクシング、三沢市）
- WINDY智美（キックボクシング＆総合格闘技、三戸郡）
- 渡辺理想（キックボクシング、極真会館所属、八戸市）
- 藤井陸平（総合格闘技、むつ市）
- 七戸康博（空手家、深浦町）

### 野球
- 福士勇（元朝日軍）
- 三浦方義（元読売ジャイアンツ-大映ユニオンズ-大毎オリオンズ、県出身者初のタイトル獲得選手、五戸町）
- 中島淳一（元西鉄ライオンズ）
- 渋谷誠司（元ヤクルトアトムズ、弘前市）
- 八重沢憲一（元日本ハムファイターズ-近鉄バファローズ、三沢市）
- 太田幸司（元近鉄バファローズ-読売ジャイアンツ-阪神タイガース、三沢市）
- 柿崎幸男（元日本ハムファイターズ、三沢市）
- 長内孝（元広島東洋カープ-横浜ベイスターズ、青森市）
- 橋本武広（元福岡ダイエーホークス-西武ライオンズ-阪神タイガース-千葉ロッテマリーンズ、七戸町）
- 葛西稔（元阪神タイガース、弘前市）
- 佐々木明義（元オリックス・ブルーウェーブ-読売ジャイアンツ、三沢市）
- 洗平竜也（元中日ドラゴンズ、六戸町）
- 中村渉（元北海道日本ハムファイターズ）
- 細川亨（元埼玉西武ライオンズ-福岡ソフトバンクホークス-東北楽天ゴールデンイーグルス-千葉ロッテマリーンズ、平内町）
- 工藤隆人（元北海道日本ハムファイターズ-読売ジャイアンツ-千葉ロッテマリーンズ-中日ドラゴンズ、黒石市）
- 根市寛貴（元大阪近鉄バファローズ-東北楽天ゴールデンイーグルス、南部町）
- 森内壽春（元北海道日本ハムファイターズ、青森市）
- 駒谷麻妃（元京都アストドリームス、むつ市）
- 荒井蛍（元京都アストドリームス-ウエスト・フローラ-ノース・レイア）
- 大坂谷啓生（元東北楽天ゴールデンイーグルス、つがる市）
- 外崎修汰（埼玉西武ライオンズ、弘前市）
- 小林大誠（元読売ジャイアンツ、平川市）
- 齋藤誠哉（元福岡ソフトバンクホークス-福島レッドホープス、弘前市）
- 藤田航生（元埼玉西武ライオンズ、弘前市）
- 種市篤暉（千葉ロッテマリーンズ、三沢市）
- 木浪聖也（阪神タイガース、青森市）
- 蝦名達夫（横浜DeNAベイスターズ、青森市）
- 中道佑哉（元福岡ソフトバンクホークス育成、十和田市）
- 佐々木健（埼玉西武ライオンズ、つがる市）
- 松山晋也（中日ドラゴンズ、七戸町）
- 福島蓮（北海道日本ハムファイターズ、八戸市）

### スキー
大鰐町
- 山田伸三（1914年 - 2000年、ノルディック複合・クロスカントリー、1936年ガルミッシュ・パルテンキルヘンオリンピック代表）
- 山田銀蔵（1915年 - 1978年、クロスカントリー、1936年ガルミッシュ・パルテンキルヘンオリンピック代表）
- 山本謙一（1922年 - 2002年、クロスカントリー、1952年オスロオリンピック代表）
- 松岡昭義（1945年 - 2017年、ノルディック・クロスカントリー、1968年グルノーブル、1972年札幌オリンピック代表、放送記者、元青森放送会長）
- 福田修子（1980年 - 、クロスカントリー、2002年ソルトレークシティー、2006年トリノ、2010年バンクーバーオリンピック代表）

その他
- 三浦敬三（1904年 - 2006年、青森市）
- 三浦雄一郎（1932年 - 、青森市）
- 四戸龍英（1952年 - 、チェアスキー、4大会冬季パラリンピック出場、野辺地町）
- 木村公宣（1970年 - 、アルペン、4大会冬季オリンピック出場、弘前市）
- 古川純一（1972年 - 、ジャンプ、リレハンメルオリンピック、長野オリンピック代表、金木町）
- 一戸剛（1976年 - 、ジャンプ、トリノオリンピック代表、野辺地町）

### スケート
八戸市
- 浅坂武次（スピードスケート）
- 出町嘉明（スピードスケート）
- 坂頂達也（フィギュアスケート）
- 坂頂みなみ（フィギュアスケート）
- 田村岳斗（フィギュアスケート）
- 村田光弘（フィギュアスケート）

### アイスホッケー
- 近藤陽子（SEIBUプリンセス ラビッツ、八戸市）
- 高橋一馬（H.C. TOCHIGI 日光アイスバックス）
- 中居武蔵（H.C. TOCHIGI 日光アイスバックス）

### 馬術、競馬
- 蛯名武五郎（八大競走騎手、七戸町）
- 蛯沢誠治（G1騎手、東北町）
- 坂本東一（ばんえい競馬騎手、つがる市）
- 佐々木竹見（騎手、上北郡）
- 沢峰次（調教師・元騎手）
- 柴田政人（調教師・元騎手、上北町）
- 柴田善臣（騎手、東北町）
- 奥平真治（調教師、七戸町）
- 加賀武見（調教師・元騎手）
- 作田誠二（調教師・元騎手）
- 高松三太（調教師・元騎手）
- 田面木博公（フリー騎手）
- 戸部尚実（騎手、三戸郡）
- 柴田政見（調教師・元騎手、上北町）
- 武士沢友治（騎手）
- 前田長吉（元騎手、旧是川村）
- 目時重男（元騎手）

#### 競走馬
- アサホコ
- ウアルドマイン
- エスプリシーズ
- オートキツ
- オンスロート
- オンワードゼア
- カネケヤキ
- カネヒムロ
- カネミノブ
- キョウエイギア
- グランドライト
- グリーングラス
- グレートヨルカ
- ケイワンバイキング
- コマツヒカリ
- ゴールデンウエーブ
- タムロチェリー
- トキツカゼ
- トサミドリ
- ドルフィンボーイ
- ハセパーク
- ヒカルメイジ
- ビゼンニシキ
- フエアーウイン
- マイネレーツェル
- マツミドリ
- ユウミロク
- ワカタイショウ

### ソフトボール
- 斎藤春香（日本代表チームヘッドコーチ、オリンピック2大会メダリスト、弘前市）

### 陸上
- 小島和恵（稲垣村）
- 福士加代子（板柳町）
- 野田頭美穂（東北町）

### 自転車競技
- 上野みなみ：八戸市
- 大野直志：十和田市
- 富岡喜平（ヘルシンキオリンピック出場）：八戸市

#### 競輪選手
- 岩崎誠一（31期）
- 坂本典男（51期）：南部町
- 坂本勉（ロサンゼルスオリンピック銅メダリスト、57期）：南部町
- 高谷雅彦（67期）
- 佐々木健司（76期）：青森市
- 坂本貴史（94期）
- 奈良岡彩子（104期）
- 新山響平（107期）：八戸市
- 加藤恵（112期）：十和田市
- 小原佑太（115期）：階上町

### 武道
- 笹森順造（1886年 - 1976年、剣道、小野派一刀流第16代宗家、弘前市）
- 西尾昭二（1927年 - 2005年、合気道、旧大畑町）

#### 柔道
- 前田光世（弘前市）
- 斉藤仁（2大会オリンピック金メダリスト、青森市）
- 泉浩（アテネオリンピック男子90kg級銀メダリスト、大間町）

### レーサー
- 渋谷崇（SUPER GT、青森市）

### バイクレーサー
- 成田亮（モトクロス）

### 射撃
- 田澤修治（2004年アテネオリンピック代表）

### ラグビー
- 斉藤芳（釜石シーウェイブス）
- 七戸勇気（北海道バーバリアンズ）
- 瀬崎隼人（元NECグリーンロケッツ）
- 田村義和（ヤマハ発動機ジュビロ）
- 蠣崎竜太（新潟アイビス）
- 遠藤広太（元ヤマハ発動機ジュビロ）
- 谷地村政幸（元トヨタ自動車ヴェルブリッツ）
- 鶴ヶ﨑好昭（パナソニック ワイルドナイツ）
- 浪岡祐貴（豊田自動織機シャトルズ）
- 三上匠（パナソニック ワイルドナイツ）
- 千島和憲（パナソニック ワイルドナイツ）
- 三上正貴（東芝ブレイブルーパス）
- 吉田真吾（クボタスピアーズ）
- 鶴谷知憲（NTTコミュニケーションズシャイニングアークス）：青森市
- 鶴谷昌隆（NTTコミュニケーションズシャイニングアークス）：青森市
- 藤田哲啓（日野レッドドルフィンズ）
- 崩光瑠（日野レッドドルフィンズ）
- 沢居寛也（神戸製鋼コベルコスティーラーズ）：三沢市
- 藤田貴大（東芝ブレイブルーパス）
- 本村直樹（Honda HEAT）
- 中村良真（釜石シーウェイブス）
- 赤平勇人（Honda HEAT）
- 佐藤弘樹（三菱重工相模原ダイナボアーズ）
- 浅沼樹羅（パナソニック ワイルドナイツ）
- 佐々木剛（東芝ブレイブルーパス）:八戸市
- 田嶋グン（釜石シーウェイブス）:七戸町
- 坂本駿介

### アーチェリー
- 古川高晴（アテネオリンピック、北京オリンピック出場、ロンドンオリンピック銀メダル、2020年東京オリンピック銅メダル、青森市）

### 近代五種
- 佐藤大宗（青森市）

## マスコミ

### ジャーナリスト
- 鎌田慧（ルポライター：弘前市）
- 川合勇太郎（『南部日報』編集長、『東奥日報』三本木支局長、『デーリー東北』編集局長：青森市）
- 川村晃司（放送記者、テレビ朝日コメンテーター）
- 陸羯南（明治期のジャーナリスト：弘前市）
- 斉藤光政（新聞記者、八戸市）
- 相馬勝（新聞記者、ルポライター）
- 田澤拓也（新聞記者、ノンフィクション作家）
- 立石勝規（新聞記者、ドキュメンタリー作家）
- 鳥谷部春汀（明治期のジャーナリスト）
- 長崎昭義（放送記者、日本初の出口調査を実施：大鰐町）
- 羽仁もと子（『婦人之友』、自由学園の創設者：八戸市）
- 丸井乙生（スポーツニッポン記者：青森市）
- 三上丈晴（月刊ムー編集長：弘前市）

### アナウンサー
NHK（現在所属の放送局などは各人物の項目を参照すること）
- 北向敏幸：八戸市
- 澤岸隆幸：三沢市
- 中村泰人：弘前市
- 三上弥：青森市
- 副島萌生：弘前市

青森放送
- 猪股南：弘前市
- 上野由加里：八戸市
- 田中次郎 - 現在は報道部長：青森市
- 綱川和夫 - 定年後も嘱託として在籍：弘前市
- 橋本康成 - 現在は取締役コンテンツ開発局長：三沢市
- 山内千代子 - ラジオ制作部ディレクター兼務：弘前市
- 吉﨑ちひろ：青森市
- 米澤章子 - 報道局次長：青森市

青森テレビ
- 稲葉繭子 - 現在はディレクター：五所川原市
- 今泉清保 - 報道部ニュースキャスター→同局アナウンサー、元福岡放送→フリー：青森市

青森朝日放送
- 石塚絵里子 - 気象予報士：弘前市
- 対馬孝之 - 青森朝日放送→さくらんぼテレビ：青森市

エフエム青森
- 里村好美：青森市

県外の民放
- 鹿原徳夫 - 茨城放送：三沢市
- 小塚歩 - ラジオNIKKEI、元仙台放送：青森市
- 神ひろし（神浩司） - 中京テレビ、元報道部記者：青森市
- 虎谷温子 - 読売テレビ：弘前市
- 水本豊 - ミヤギテレビ、現在は大阪支社長：八戸市
- 室谷香菜子 - 北海道放送：青森市
- 盛朋子 - ミヤギテレビ：青森市
- 横内美紗 - 新潟総合テレビ：青森市、その後新潟市、横浜市で育つ
- 渡邊雄介 - テレビ岩手：青森市
- 小山内鈴奈 - フジテレビ : 弘前市

フリー・退職者
- 一戸友里 - ロシアの声アナウンサー・東京特派員、FM BIRD所属：弘前市
- 大久保尚子 - フリー、元エフエム青森→元福島放送：むつ市
- 小倉勝茂 - グリーンチャンネルなどで活躍
- 柿崎元子 - フリー、元青森放送→元テレビ東京：青森市
- 葛西賀子 - フリー、元青森放送
- 木村比査子 - 北海道放送でお天気キャスター、気象予報士
- 工藤淳 - お天気キャスター、アップルウェザー代表取締役、気象予報士：つがる市、旧車力村
- 後藤歩（NHK時代は菊池歩） - フリー（シー・フォルダ所属）、元NHK青森・仙台放送局契約キャスター：むつ市
- 小林ベイカー央子 - フリー、元仙台放送アナウンサー：十和田市
- 鹿内美沙 - フリー（ニチエンプロダクション所属）、元中京テレビ：弘前市
- 菅原美千子 - フリー（グリーンメディア所属）、スピーチコンサルタント・企業研修トレーナーとしても活動、元仙台放送→元セント・フォース所属フリー
- 須藤正大 - フリー、元仙台市民放送パーソナリティ→元エフエム青森：弘前市
- 相馬宏男 - 元NHK、現在もシニアスタッフとして東北各局で番組を担当：青森市
- 武田真紀 - フリー、元福島テレビ：八戸市
- 田中栄子 - 元青森テレビ：平内町
- 外崎由希子 - 元青森放送→元北海道文化放送：五所川原市
- 中村雅子（旧姓・辻） - フリー、元福島テレビ：青森市
- 奈良岡希実子 - 気象予報士：青森市
- 成田真美 - ラジオDJ（FM802→ZIP-FM）
- 長谷部真理子（旧姓・塚原） - 元仙台放送→元フジテレビニュースキャスター
- 畑山篤 - テレビ岩手常務取締役兼報道制作局長、元日本テレビ報道局次長兼マルチニュース制作部長：五戸町
- 平尾由希 - フードコーディネーター、元NHK長崎放送局契約キャスター→元NHK BS担当キャスター→フリー（元オフィスキイワード所属）
- 増子ゆかり - フリー（株式会社TOKI PRO所属）、元テレビ新潟：八戸市
- 松尾志織 - 元青森放送：弘前市
- 小島祐希 - 元青森テレビ：八戸市
- 松村恵里 - 元NHK青森放送局契約キャスター、気象予報士：南部町（旧福地村）
- 松山牧子 - 元NHK青森放送局契約キャスター：弘前市
- 水口さやか - 元NHK青森放送局契約キャスター：鯵ヶ沢町
- 村林いづみ - フリー（ぐっどもーにんぐ所属）
- 山本和之 - 元NHK、現在はNHK文化センター弘前支社長：弘前市
- 福原実 - 元エフエム秋田アナウンサー：青森市
- 畑山綾乃 - 元岩手朝日テレビ：平内町

## その他
- 北村正任（毎日新聞社会長、元青森県知事の北村正哉の子息）
- 福士睦（日本テレビ情報・制作局次長）
- 田沢幸治（ドリマックス・テレビジョンドラマプロデューサー、ディレクター）
- 和田喜八郎（東日流外三郡誌、五所川原市）
- 千田兵衛（新撰組隊士）
- 木村藤子（霊能力者（木村のカミサマ）、多数の心霊番組等に出演、むつ市）
- 櫛引弓人（博覧会王、五戸町）
- 上山博康（脳神経外科医、旭川赤十字病院脳神経外科顧問、社会医療法人禎心会脳疾患研究所長、五戸町）
- 大里洋吉（アミューズ創業者・現相談役名誉会長、青森市）
- 梅原大吾（プロゲーマー）
- 佐藤初女（福祉活動家）
- 高橋美保子（ハーブ研究家、ハーブセラピスト、米イオンド大学薬学部ハーブセラピスト学科准教授、弘前市）
- 玉川善治（プロダクション人力舎創業者、南部町）
- 田村勝夫（サイマル出版会創業者、編集者、旧東目屋村）
- 杉本康雄（みちのく銀行頭取、三沢市）
- 西田通弘（本田技研工業元副社長、弘前市）
- 芳賀正光（テレビ番組等プロデューサー）
- 長谷川才次（時事通信社初代代表取締役、青森市）
- 三橋辰雄（革命家、西津軽郡）
- 山田幸五郎（日本光学界の先駆者）
- 米塚尚史（特殊メイク・特殊造形アーティスト、弘前市）

### 架空の人物
- 高原未希（『いのち (NHK大河ドラマ)』で三田佳子が演じた人物）
- 北山なずな（『私の青空』（NHK連続テレビ小説）で田畑智子が演じた人物）
- 大森巡（『3年B組金八先生』シリーズで鈴木正幸が演じた人物）
- 大山小次郎（『宇宙刑事シリーズ』で鈴木正幸が演じた人物）
- 亀井定雄（カメさん、『西村京太郎トラベルミステリー』シリーズ）
- 星野六子（映画『ALWAYS 三丁目の夕日』で堀北真希が演じた人物）
- 青柳恵美（『山おんな壁おんな』）
- 早乙女唯（『マイ☆ボス マイ☆ヒーロー』）
- 佐々木翔子（『嬢王Virgin』で横山美雪が演じた人物）
- 三郎（『サザエさん』三河屋のご用聞き）
- 風大左衛門（『いなかっぺ大将』の主人公）
- 安達妙子（『センチメンタルグラフティ』シリーズに登場する人物。青森市出身。）
- 色（『サムライスピリッツ』シリーズ）
- いつき（『戦国BASARA』シリーズ）
- 青森 巫女（『もえちり!』シリーズの擬人化キャラ）
- 野上高明、刑部保行、他多数（『蒼茫の大地、滅ぶ』の登場人物）
- 天内苺（『R20★萌え花札』）
- 新妻エイジ（『バクマン。』）
- 大久保千秋（『闇金ウシジマくん』）
- 水本ゆかり（『アイドルマスター シンデレラガールズ』）
- 浅利七海（『アイドルマスター シンデレラガールズ』）
- 工藤忍（『アイドルマスター シンデレラガールズ』）
- 棟方愛海（『アイドルマスター シンデレラガールズ』）
- 幽谷霧子（『アイドルマスター シャイニーカラーズ』）
- 伊瀬谷四季（『アイドルマスター SideM』）
- 香賀美タイガ（『KING OF PRISM』）
- 大間正子（『Doctor-X 外科医・大門未知子』シリーズで今田美桜が演じた人物）

## 青森県ご当地アイドル
- りんご娘 (2000年 - )
- アルプスおとめ (2006年 - )
- ライスボール (2015年 - )
- GMU  (2015年 - )
- シンデレラマジックEAST (2017年 - )
- pacchi (2019年 - )

## 青森県ゆかりの人物

### 歴史上の人物
- 安藤昌益（江戸時代中期の医者・思想家、秋田県出身。八戸城下で活躍。ユートピア思想家として発掘される）
- 菅江真澄（江戸時代後期の旅行家、博物学者、愛知県出身。弘前の津軽藩校稽古館の採薬係など務める）
- 斎藤一（新選組隊士、明治維新後、会津藩が斗南藩となり移住、五戸で数年間暮らし、藩士の娘と最初の結婚をした）

### 文化人・作家
- 大町桂月（歌人、高知県出身。奥入瀬渓流を世に紹介。晩年に同地の蔦温泉に本籍を移し隠居する）
- 黒柳徹子（女優、東京都出身。疎開で旧三戸郡南部町へ。旧制三戸高女（現三戸高校）に在籍）
- 鈴木健二（元NHKアナウンサー、東京都出身。旧制弘前高等学校に在籍。青森県立図書館・県立近代文学館館長を務めた）
- 鈴木清順（映画監督、東京都出身。旧制弘前高等学校（現在の弘前大学人文学部）に在籍）
- スチュアート・ヘンリ（文化人類学者、元放送大学大学院教授、三本木高等学校卒）
- 相米慎二（映画監督、岩手県出身。田子町ゆかりの人物）
- なかにし礼（作詞家、北海道出身。青森市立長島小学校、同古川小学校、同古川中学校に在籍）
- 永山則夫（小説家、北海道出身。中学校まで板柳町で過ごす。死刑囚として収監中に文学に目覚める）
- 新渡戸稲造（農学者、岩手県出身。祖父・傳と父・十次郎が三本木原（現在の十和田市）開拓を指揮）
- 林家木久扇（東京都出身。父親が八戸市出身。自身も幼少時に疎開したことがある）
- 安岡章太郎（小説家、高知県出身。父親の転勤で、小3から小4まで弘前市第二大成小に在籍）
- 安彦良和（漫画家、アニメーター、北海道出身。機動戦士ガンダム、機動戦士Ζガンダムのキャラクターデザインなど。弘前大学に在籍したことがある）

### 芸能
- 小野まじめ（お笑いコンビ「クールポコ」のメンバー、東京都出身。青森大学卒業）
- 工藤静香（歌手、東京都出身。祖父及び父親が青森県出身で幼少期を過ごす）
- 杉良太郎（俳優、歌手、兵庫県出身。むつ市内に別荘を所有[18]、テレビ番組でも時折紹介）
- 時任三郎（俳優、東京都生まれ、大阪府松原市育ち。幼少期を弘前市にて過ごす）
- 奈良岡朋子（女優、東京都出身。疎開で父の郷里の弘前市へ。弘前中央高等学校に在籍）
- 成田達輝（バイオリニスト、弘前市生まれ。父が弘前市、母が板柳町出身）
- 野口健（登山家、タレント、アメリカ合衆国マサチューセッツ州出身。青森大学大学院修了）
- 本田望結（女優、フィギュアスケート選手、京都府京都市出身。青森山田高等学校を卒業）
- 矢作紗友里（声優、東京都出身。幼少期の3年ほどを八戸市で過ごす）
- 山田まりや（タレント、女優。愛知県名古屋市出身、夫の草野とおるが深浦町出身。この縁もあり山田も深浦観光大使を務めている）
- 梅沢冨美男（タレント、福島県福島市出身、母が藤崎町出身、この縁もあり梅沢もふじりんご故郷応援大使と山田同様、深浦観光大使を務めている）
- 古川優奈（ゆうちゃみ）・古川結菜（ゆいちゃみ）姉妹（モデル、大阪府出身、父が青森県出身で祖母が吉幾三と同級生）
- 横浜流星（俳優、埼玉県出身、父が青森県出身）

### スポーツ
- 青山浩二（北海道函館市出身、八戸大学卒業。元東北楽天ゴールデンイーグルス投手）
- 秋山翔吾（神奈川県横須賀市出身、八戸大学卒業。広島東洋カープ外野手）
- 伊藤勲（プロ野球選手、宮城県出身。少年時代に弘前市に在住）
- 大石真翔（プロレスラー、静岡県出身。八戸工業大学卒業）
- 川上竜平（沖縄県那覇市出身、光星学院高等学校卒業。元東京ヤクルトスワローズ外野手）
- 京田陽太（石川県能美市出身、青森山田高等学校卒業。横浜ベイスターズ内野手）
- 久慈照嘉（元プロ野球選手。山梨県出身、幼少期に脇野沢村に在住）
- 工藤公康（愛知県出身。元福岡ソフトバンクホークス監督。祖父母が青森県出身）
- 坂本勇人（兵庫県伊丹市出身、光星学院高等学校卒業。読売ジャイアンツ内野手）
- 塩見貴洋（大阪府守口市出身、八戸大学卒業。元東北楽天ゴールデンイーグルス投手）
- 田村龍弘（大阪府大阪狭山市出身、光星学院高等学校卒業。千葉ロッテマリーンズ捕手）
- 丹羽孝希（卓球選手、北海道苫小牧市出身、青森山田中学校・高等学校卒業）
- 福原愛（卓球選手、宮城県出身。青森山田中学校・高等学校卒業）
- 北條史也（大阪府堺市出身、光星学院高等学校卒業。元阪神タイガース内野手）
- 水谷隼（卓球選手、静岡県出身。青森山田中学校・高等学校卒業）
- 山崎晃大朗（和歌山県紀の川市出身、青森山田高等学校卒業。元東京ヤクルトスワローズ外野手）
- 吉田一将（奈良県橿原市出身、青森山田高等学校卒業。元オリックス・バファローズ投手）
- 松坂大輔（プロ野球選手、東京都江東区出身（出生地は青森市）。母が旧蓬田村出身。）
- 郡司浩平 (競輪選手、神奈川県横浜市出身。母親の出身地。)

### マスコミ
- 狩野史長（千葉県出身、NHKアナウンサー、初任地がNHK青森放送局）
- 北郷三穂子（仙台市出身（出生地は青森市）、NHKアナウンサー、初任地が青森局）
- 工藤淳之介（新潟県生まれ、新潟放送アナウンサー、青森県立八戸高等学校卒業）
- 五戸美樹（埼玉県出身、ニッポン放送アナウンサー、父が青森県出身）
- 斎藤希実子（東京都出身、NHKアナウンサー、初任地が青森局）
- 佐々木正洋（東京都世田谷区出身、フジ・メディア・テクノロジー、最初の就職先が青森朝日放送）
- 鈴木理香子（愛知県豊橋市出身、フリーアナウンサー、最初の就職先が青森朝日放送）
- 下田武史（東京都江戸川区出身、北陸朝日放送アナウンサー、最初の就職先が青森朝日放送）
- 田村正浩（神戸市出身、フリーアナウンサー、最初の就職先が青森朝日放送）
- 津田喜章 (宮城県石巻市出身、NHKアナウンサー、初任地が青森局）
- 横尾泰輔 (横浜市出身、元NHKアナウンサー、初任地が青森局）
- 柳瀬若菜（愛媛県松山市出身、フリーアナウンサー、青森朝日放送と青森放送に在籍）
- 樋田かおり（岐阜県岐阜市出身、フリーアナウンサー、最初の就職先が青森放送）
- 堀葵衣（石川県金沢市出身、静岡放送アナウンサー、最初の就職先が青森放送）
- 原口大平（千葉県市川市出身、フリーナレーター、最初の就職先が青森放送）
- 中田有紀（東京都中野区出身、フリーアナウンサー、母方の実家が青森県で青森放送のアナウンサーを務めた）
- 横田光幸（愛知県豊橋市出身、フリーアナウンサー、最初の就職先が青森テレビ）
- 岸波香桜（千葉県鎌ケ谷市出身、フリーアナウンサー、最初の就職先が青森テレビ）
- 新名真愛（香川県出身、フリーアナウンサー、最初の就職先が青森テレビ）